# Mikoszewo
Mikoszewo is een plaats in het Poolse district  Nowodworski (Pommeren), woiwodschap Pommeren. De plaats maakt deel uit van de gemeente Stegna en telt 710 inwoners.